# Martinskirche (Krakau)

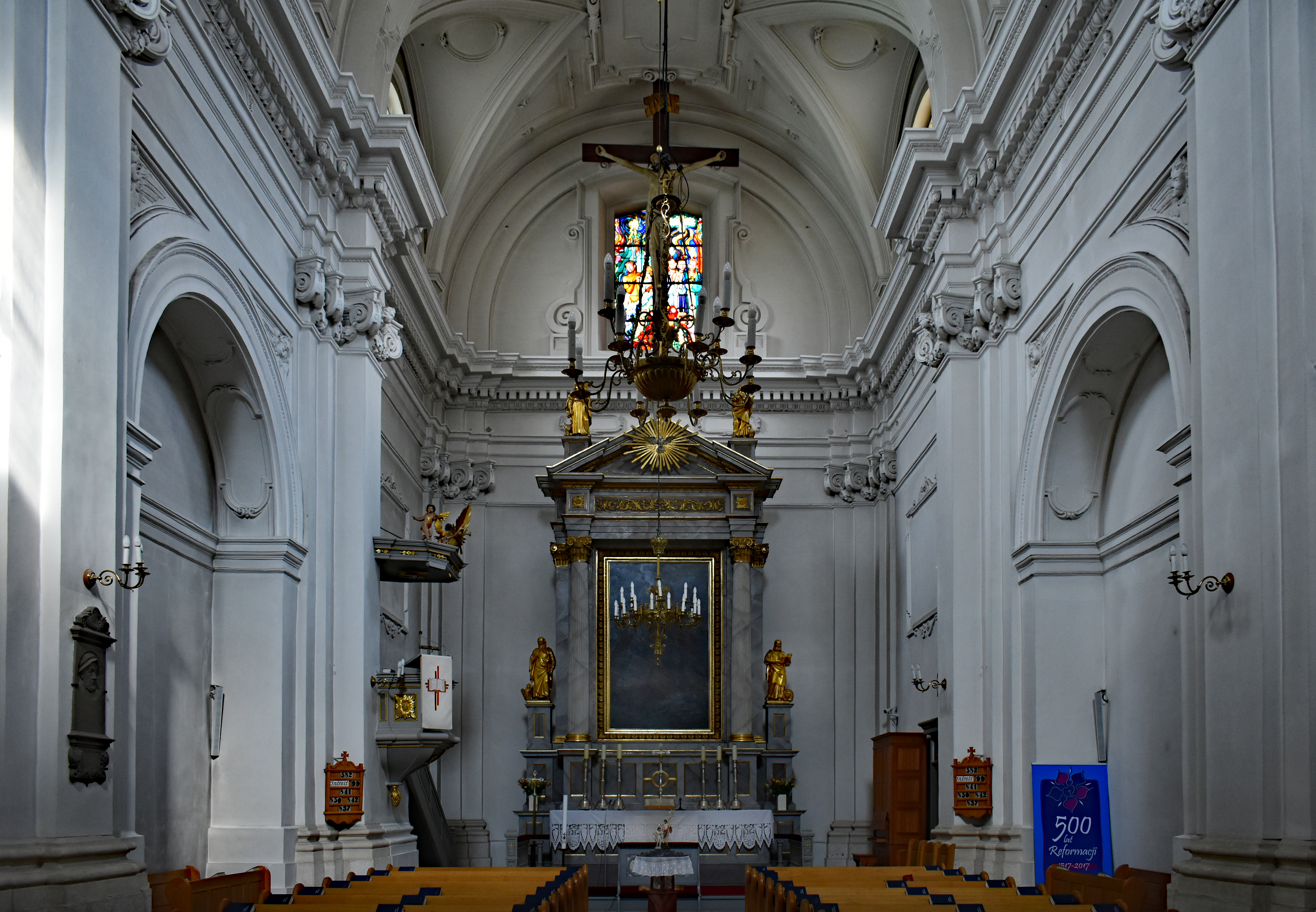
Innenraum

Die Martinskirche (polnisch Kościół św. Marcina) in Krakau ist eine evangelisch-augsburgische Kirche an der Grodzka-Straße 56, im südlichen Teil der Krakauer Altstadt, konkrete deren Stadtteil Okół.

## Geschichte
Die erste Kirche an dieser Stelle wurde im 12. Jahrhundert im romanischen Stil errichtet. Sie wurde während des Mongolensturms im 13. Jahrhundert beschädigt. Das derzeitige Kirchengebäude wurde 1637 bis 1640 für die Unbeschuhten Karmelitinnen von Giovanni Battista Trevano erbaut. Die Nonnen verließen das Kloster und die Kirche 1787, als sie ins Kloster bei der Theresienkirche umzogen. 1816 wurde die Kirche den Lutheranern übergeben, die Gemeinde gehörte der Superintendentur A. B. Galizien. Im Jahr 1921 zählte Krakau 726 evangelische Protestanten (darunter auch Reformierte), im nächsten Jahr wurde aber zwischen ethnischen Polen (in der Evangelisch-Augsburgischen Kirche in Polen, 1937 um 1300 Seelen, am meisten aus Teschener Schlesien) und Deutschen (in der Evangelischen Kirche Augsburgischen und Helvetischen Bekenntnisses in Kleinpolen, 1937 um 300 Mitglieder) getrennt. Im Zweiten Weltkrieg mussten die Protestanten eine andere Kirche besuchen, ab 1945 wurde wieder die Martinskirche von ihnen benutzt.

## Geographische Lage
Die Kirche befindet sich im südlichen Teil der Krakauer Altstadt im Stadtteil Okół, einem der ältesten Stadtteile Krakaus. 